# Cypraeovula fuscorubra
Cypraeovula fuscorubra is een slakkensoort uit de familie van de Cypraeidae. De wetenschappelijke naam van de soort is voor het eerst geldig gepubliceerd in 1909 door Shaw.